# Aïn Sandel
Aïn Sandel è un comune dell'Algeria, situato nella provincia di Guelma.